# Bačevica
Bačevica (cyr. Бачевица) – wieś w Serbii, w okręgu zajeczarskim, w gminie Boljevac. W 2011 roku liczyła 344 mieszkańców.